# 二十诸天
二十诸天或二十天是佛教二十位護法总称。其大多来源于婆羅門教天神，后来被佛教吸收成为護法。二十诸天在漢傳佛教中的有些庙宇，又吸收了三位道教神祇，以及天龙八部的紧那罗王而成为“二十四天”。

## 概論
天，音譯提婆，爲印度宗教認為的共通概念，居住在天界的鬼神稱爲天人，或也音譯爲提婆。佛教通常認為天界有二十八重天，居住在二十八重天中護持佛教的鬼神，亦或者居住在他界的鬼神，从婆罗门教的八方天敷衍而来，又添作十二，後增作十六天，再增加四位，凡二十，称爲二十諸天；在漢傳佛教又增加四位，稱二十四諸天。
在佛寺中二十诸天一般供奉在大雄宝殿的侧面，大多为画像，少数庙宇中有塑像，作为释迦牟尼佛的護法。

## 沿革

### 八天與十二天
婆罗门教有八方天护法，以东、南、西、北、东南、西南、西北、东北八方各有一护法神，佛教密宗吸收为護法，并增加爲十二天。又添加四位护法称爲十六天。

### 十六諸天
有兩種說法。
- 《八字文殊儀軌》所稱之“十六大天外護”，分別是：

1. 東方：帝釋天、帝釋后
2. 南方：焰摩天、焰摩后
3. 西方：水天、水天后
4. 北方：毘沙門天、毘沙門后
5. 東南：火天、火天后
6. 西南：羅剎天、羅剎后
7. 西北：風天、風天后
8. 東北：伊舍那天、伊舍那后

- 佛教密宗中稱爲十六天者，分別為：

1. 大梵天
2. 帝释天
3. 多闻天王（四天王之一），即毘沙門天
4. 持国天王（四天王之一）
5. 增长天王（四天王之一）
6. 广目天王（四天王之一）
7. 密迹金刚
8. 摩醯首罗天
9. 散脂大将
10. 大辩才天
11. 大功德天
12. 韦驮天（室健陀天）
13. 坚牢地神，即地天
14. 菩提树神
15. 鬼子母神
16. 摩利支天

### 二十諸天
後增加四位神祇，日宫天子、月宫天子、娑竭羅龙王、阎摩罗王，稱二十諸天或二十天，分別為：
1. 大梵天
2. 帝释天
3. 多闻天王（四天王之一）
4. 持国天王（四天王之一）
5. 增长天王（四天王之一）
6. 广目天王（四天王之一）
7. 密迹金刚
8. 摩醯首罗天
9. 散脂大将
10. 大辩才天
11. 大功德天
12. 韦驮天（室健陀天）
13. 坚牢地神
14. 菩提树神
15. 鬼子母神
16. 摩利支天
17. 日宫天子
18. 月宫天子
19. 娑竭羅龙王
20. 阎摩罗王